# トム・ブラウン (トロンボーン奏者)
トム・ブラウン（Tom Brown、1888年6月3日 – 1958年3月25日）は、レッド・ブラウン (Red Brown) という通称でも知られた、初期ニューオーリンズ・ディキシーランド・ジャズのトロンボーン奏者。ウッドベースについてもプロの演奏家であった。

## 略歴
トム・P・ブラウンは、ルイジアナ州ニューオーリンズのアップタウンに生まれた。弟のスティーヴ・ブラウン (Steve Brown) も、優れたプロの演奏家となった。ブラウンは、パパ・ジャック・レイン（Papa Jack Laine）やフランク・クリスチャン (Frank Christian) のバンドにトロンボーン奏者として参加した後、1910年ころにはリーダーとして自分の名を関したバンドで活動するようになっていた。ブラウンのバンドは、当時地元で「ホット・ラグタイム (hot ragtime)」とか「ラッティ・ミュージック (ratty music)」と呼ばれていたスタイルで演奏をしていた。1915年はじめ、ヴォードヴィルのダンサーだったジョー・フリスコ (Joe Frisco) がブラウンのバンドの演奏を聴き、バンドにイリノイ州シカゴでの仕事を紹介した。
1915年5月15日、トム・ブラウンズ・バンド・フロム・ニューオーリンズ (Tom Brown's Band from Dixieland) は、シカゴのクラーク・ストリート (Clark Street) とランドルフ・ストリート (Randolph Street) の交差点に新規開店したラムズ・カフェ (Lamb's Cafe) のオープニングを飾ったが、このときのメンバーは、コルネット兼マネージャーがレイ・ロペス (Ray Lopez)、トロンボーン兼リーダーがトム・ブラウン、クラリネットがグッシー・ミューラー (Gussie Mueller)、ピアノ兼ウッドベースがアーノルド・ロヤカーノ (Arnold Loyacano)、ドラムスがビリー・ランバート (Billy Lambert) だった。シカゴに移った後、グッシー・ミューラーはバンドリーダーのバート・ケリー (Bert Kelly) に雇われてバンドを去り、その後釜にはニューオーリンズ出身の若手クラリネット奏者だったラリー・シールズ (Larry Shields) が入った。
ブラウンのバンドは、当時まだ「Jass」と綴られていた「ジャズ (Jazz)」を演奏しているとして言及された、歴史上最初の存在であったようだ。ブラウンによれば、バンドの人気が出始めた頃には、シカゴの地元ミュージシャンたちの労働組合が、組合に加わっていない余所者から成る彼のバンドをに反対してピケを張ったこともあったという。ピケ参加者たちが掲げたプラカードの中には、ブラウンのバンドをニューオーリンズの売春地区であったストーリービルに結びつけ、悪名高い低俗な生活を連想させようと、「Don't Patronize This Jass Music（こんなジャズ音楽に金を出すな）」と書かれたものがあった。この「ジャズ」という単語には、当時は性的含意があった。しかし、このプラカードの言葉は、意図されたものとは逆の効果をもたらし、「ジャズ・ミュージック」とはどんなものか、（そんな卑猥なものを）公の場でどうやって演奏できるのか好奇心を持った人々が、さらに沢山やってくるようになった。ブラウンは、この言葉の宣伝効果に気づき、自分のバンドを「ブラウンズ・ジャズ・バンド (Brown's Jass Band)」と称するようになった。当時のシカゴの新聞広告には、「ブラウンズ・ジャブ・バンド (Brown's Jab Band)」や「...ジャド・バンド (Jad Band)」とバンド名を記している例が近年になって確認されており、レイ・ロペスが後年の回想で述べた、「ジャズ」が当時はまだ新聞に印刷するのが憚られるほど乱暴な言葉だったので、バンドメンバーたちは辞書を繰り、「ジェイド (Jade)」のように印刷できる似た言葉を探した、という話が裏付けられた。
後年、ブラウンは、しばしば自分のバンドが、北部へ向かった「最初の白人ジャズバンド」だったと繰り返し述べた。ブラウンが言葉を選んでいることからわかるように、彼はオリジナル・クレオール・オーケストラ(Original Creole Orchestra) がジャズを演奏しており、自分たちに先んじていたことを承知していた。
トム・ブラウンズ・バンドは、4か月ほど滞在したシカゴで成功を収めた後、ニューヨークへ移り、さらに4か月演奏を行なった後、1916年2月にニューオーリンズに戻った。ブラウンは、戻ってすぐに、改めてシカゴへ赴くため、新たなバンドの編成に着手した。この新しいバンドにもラリー・シールズが参加することになり、10月末にはオリジナル・ディキシーランド・ジャズ・バンドとクラリネット奏者を交換する話がまとまってアルシダ・ヌネス (Alcide Nunezがバンドに加わった。しかし、1918年にブラウンとヌネスは、ニューオーリンズのドラマー、ラグベイビー・スティーヴンス (Ragbaby Stephens：姓は Stevens とも) とともに、バート・ケリーのバンドに加わることになり、マンハッタンのライゼンウィーバーズ・カフェ (Reisenweber's Cafe) におけるオリジナル・ディキシーランド・ジャズ・バンドの一時的な代役としてニューヨークへ向かった。ニューヨークで、ブラウンは、フリーランスとして、地元の様々なダンス・バンドやノベルティ・バンドのレコーディングに参加した後、ハリー・ヤークス (Harry Yerkes) のバンドに加わった。1920年はじめには、アルシダ・ヌネスが、ヤークス・バンドに後から加わった。
トム・ブラウンは、ジョー・フリスコやエド・ウィンのヴォードヴィルの一座に加わって演奏をすることもあった。
1921年の遅い時期に、ブラウンはシカゴに戻り、レイ・ミラー (Ray Miller) のブラック＆ホワイト・メロディ・ボーイズ (Black & White Melody Boys) に加わり、さらに数多くのレコーディングを行なった。当時、ブラウンは、弟スティーヴとともにダンス・バンドの共同リーダーも務めていた。
1920年代半ばに、ブラウンはニューオーリンズへ帰郷し、ジョニー・ベイヤーズドーファー (Johnny Bayersdorffer) やノーマン・ブラウンリー (Norman Brownlee) のバンドとともに、数は少ないながら優れた録音を残した。
大恐慌の時代になると、ブラウンは音楽からの収入を補う副業として、ラジオの修理を手がけた。ブラウンはニューオーリンズのマガジン・ストリートにレコードや中古機器類を扱う店を開店した。また、地元のスウィング・バンドやダンス・バンドで、ウッドベースを演奏した。1950年代になってトラディショナル・ジャズ（traditional jazz：伝統的なジャズ）への関心が再び盛り上がるようになると、ブラウンは様々なディキシーランド・バンドに加わって演奏したが、その中にはジョニー・ウィッグス (Johnny Wiggs) のバンドも含まれていた。ニューオリンズのあるテレビ局は、ブラウンとニック・ラロッカを招いて、ニューオリンズから北部へとジャズが広がった初期の頃の話をさせる企画を立てたが、この番組が始まると間もなく、この2人の老人たちは口論になり、拳を振るう喧嘩にまで至った。
トム・ブラウンの最後のレコーディングは、その死の数週間前に行われたが、このときブラウンは、既に歯も義歯もなかったにもかかわらず、それを感じさせない演奏を残した。ブラウンは、ニューオーリンズで没した。